# Arcfour
Arcfour, signifiant « Allegedly RC4 » (« RC4 supposé ») est un algorithme de chiffrement symétrique équivalent à RC4.
Jusqu'en 1994, RC4 était un secret industriel conservé par RSA Data Security, Inc. Le code de l'algorithme est ensuite apparu anonymement sur une liste de diffusion et ensuite sur le newsgroup sci.crypt. Cette version, probablement issue d'un désassemblage ou d'une analyse d'une implémentation matérielle, a été nommée « Arcfour » pour éviter les problèmes juridiques, le nom de RC4 étant déposé. Plusieurs expériences ont rapidement confirmé que Arcfour produisait les mêmes sorties que RC4. Comme l'algorithme n'avait jamais été breveté, Arcfour est entré dans le domaine public.
Il semble que les implémentations « non officielles » soient légales pour autant qu'elles n'utilisent pas la marque RC4. Depuis, Arcfour est devenu synonyme de RC4 et les deux algorithmes sont considérés comme identiques. Les bibliothèques qui mettent à disposition des primitives cryptographiques fondées sur RC4 mentionnent l'algorithme sous le terme de Arcfour dans leur documentation (par exemple GNU-Crypto).